# Lak (Volk)
Die Lak, Alak oder Lek sind ein lurischer Stamm oder die südöstliche Gruppe der Kurdenstämme in Kermanschah, Lorestan, Elam und Hamadan.
Ihr Siedlungsgebiet wird auch Lakistan (deutsch Land der Laks) genannt. Laki gilt als Dialekt des Lurischen oder des Südkurdischen.
Zu den die Sprache der Lak sprechenden Stämmem gehören die Turkaschvand in Luristan.

## Geschichte
Der Name Lak könnte vom persischen Zahlwort lak (لك) für Hunderttausende stammen und damit die ursprüngliche Anzahl der Lak-Familien bezeichnen. Die Laks sind geschichtlich insofern wichtig, als die Dynastie der Zand-Fürsten, die Iran bzw. Persien im 18. Jahrhundert regierten, lakischen Ursprungs ist. Die Laks wanderten vom Norden kommend in ihr heutiges Siedlungsgebiet ein. Gemäß dem Autor Rabino wurden die Laks auf Befehl von Schah Abbas dort angesiedelt.
Aus den Reihen der Lak gingen zwei iranische Revolutionäre hervor: Yār-Moḥammad Khan Kermānšāhi, der 1910 in Täbris für die Konstitutionalisten kämpfte und 1912 in Kermanschah in einer Schlacht gegen Prinz Farmanfarma getötet wurde, und  Ḵālu Qorbān Harsini, der 1920 ein Kommandeur der Guerillatruppen von Mirza Kutschak Khan war.